# Міндживан
Міндживан, або Міджнаван (азерб. Mincivan, курд. Mîncîvan, вірм. Միջնավան, Midžnavan) — населений пункт у Зангеланському району Азербайджану. 
Населений пункт розташований на річці Вохчі, на східних схилах Карабаського хребта. У Міджнавані проживає 324 жителів (2005).
21 жовтня 2020 був звільнений Національною армією Азербайджану внаслідок поновлених бойових дій у Карабасі.

## Клімат
Місто знаходиться у зоні, котра характеризується вологим субтропічним кліматом. Найтепліший місяць — липень із середньою температурою 27 °C (80.6 °F). Найхолодніший місяць — січень, із середньою температурою 1.5 °С (34.7 °F).
| Клімат Міндживан        | Клімат Міндживан | Клімат Міндживан | Клімат Міндживан | Клімат Міндживан | Клімат Міндживан | Клімат Міндживан | Клімат Міндживан | Клімат Міндживан | Клімат Міндживан | Клімат Міндживан | Клімат Міндживан | Клімат Міндживан | Клімат Міндживан |
| Показник                | Січ.             | Лют.             | Бер.             | Квіт.            | Трав.            | Черв.            | Лип.             | Серп.            | Вер.             | Жовт.            | Лист.            | Груд.            | Рік              |
| Середня температура, °C | 1,5              | 3,1              | 7,6              | 14               | 18,5             | 23,4             | 27               | 26               | 22,1             | 15,8             | 9,4              | 4,5              | 14,4             |
| Норма опадів, мм        | 26.4             | 29.5             | 44.6             | 48.6             | 62.8             | 46.6             | 20.7             | 25.2             | 42.2             | 62.4             | 42.7             | 29.5             | 481.2            |
| Днів з опадами          | 6,3              | 6,6              | 8,3              | 8,3              | 9,9              | 5,5              | 2,3              | 2,6              | 3,8              | 7,2              | 6                | 5,6              | 72,4             |
| Вологість повітря, %    | 70.8             | 69.7             | 65.4             | 60.5             | 58.4             | 51.1             | 45               | 47.4             | 52.3             | 61               | 66.4             | 69.2             | 59.8             |
| ----------------------- | ---------------- | ---------------- | ---------------- | ---------------- | ---------------- | ---------------- | ---------------- | ---------------- | ---------------- | ---------------- | ---------------- | ---------------- | ---------------- |
| Джерело: Weatherbase    |                  |                  |                  |                  |                  |                  |                  |                  |                  |                  |                  |                  |                  |

## Транспорт
Залізничний вузол на недіючій залізниці. Залізниця йде у три напрямки:
- Міджнаван — Мегрі — Агарак — Джульфа — Нахічевань — Масіс — Єреван;
- Міджнаван — Ковсакан — Капан;
- Міджнаван — Горадіз — Баку;

Від міста відходять кілька трас:
- Міджнаван — Бердзор. Більш-менш нормальної якості траса;
- Міджнаван — Мегрі;
- Міджнаван — Джебраїл — Гадрут;
- Міджнаван — Ковсакан.

Наразі Міджнаван з'єднаний регулярним автобусним сполученням з Бердзором, Капаном та Єреваном.

## Галерея

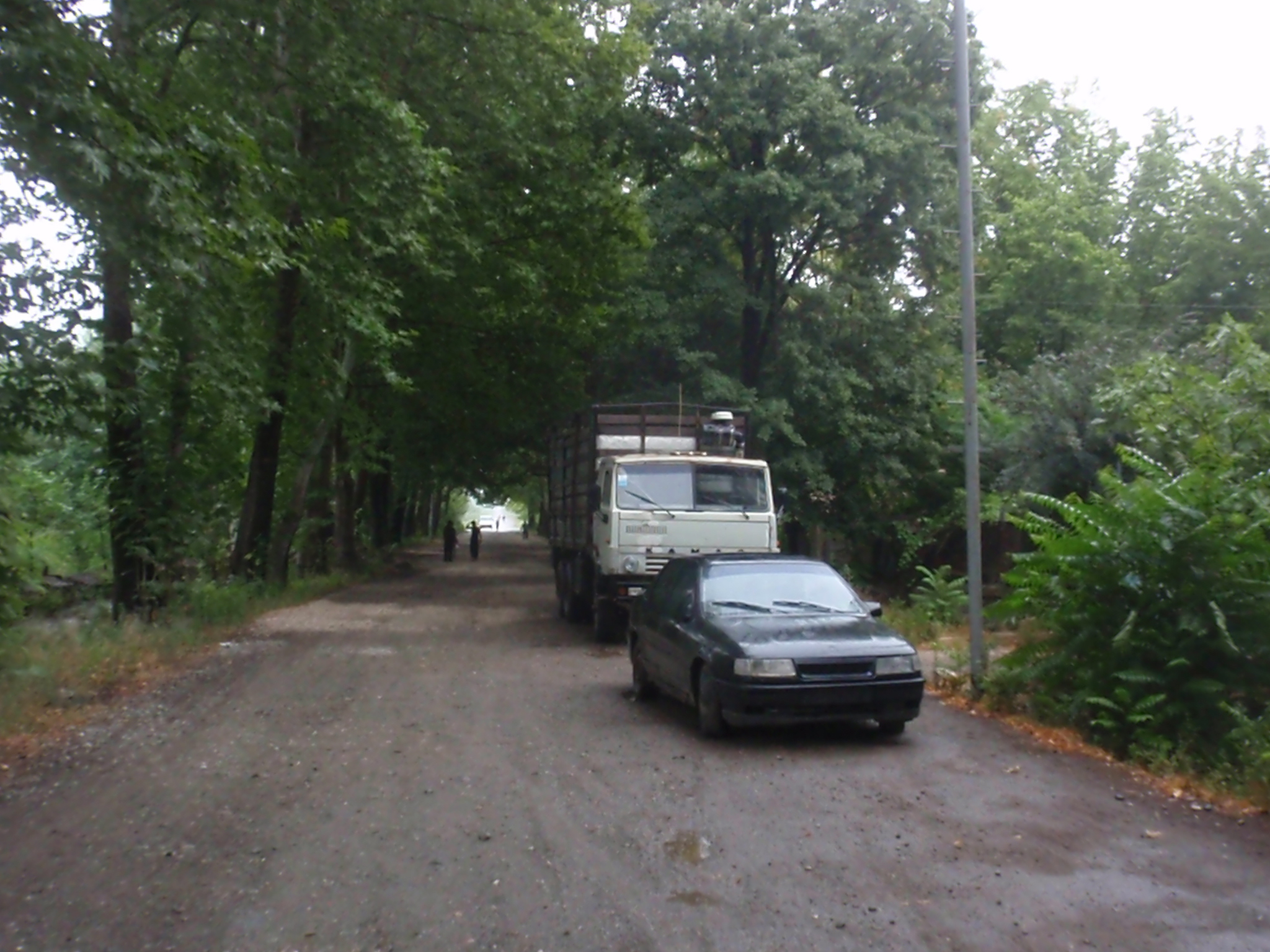
Вулиці міста
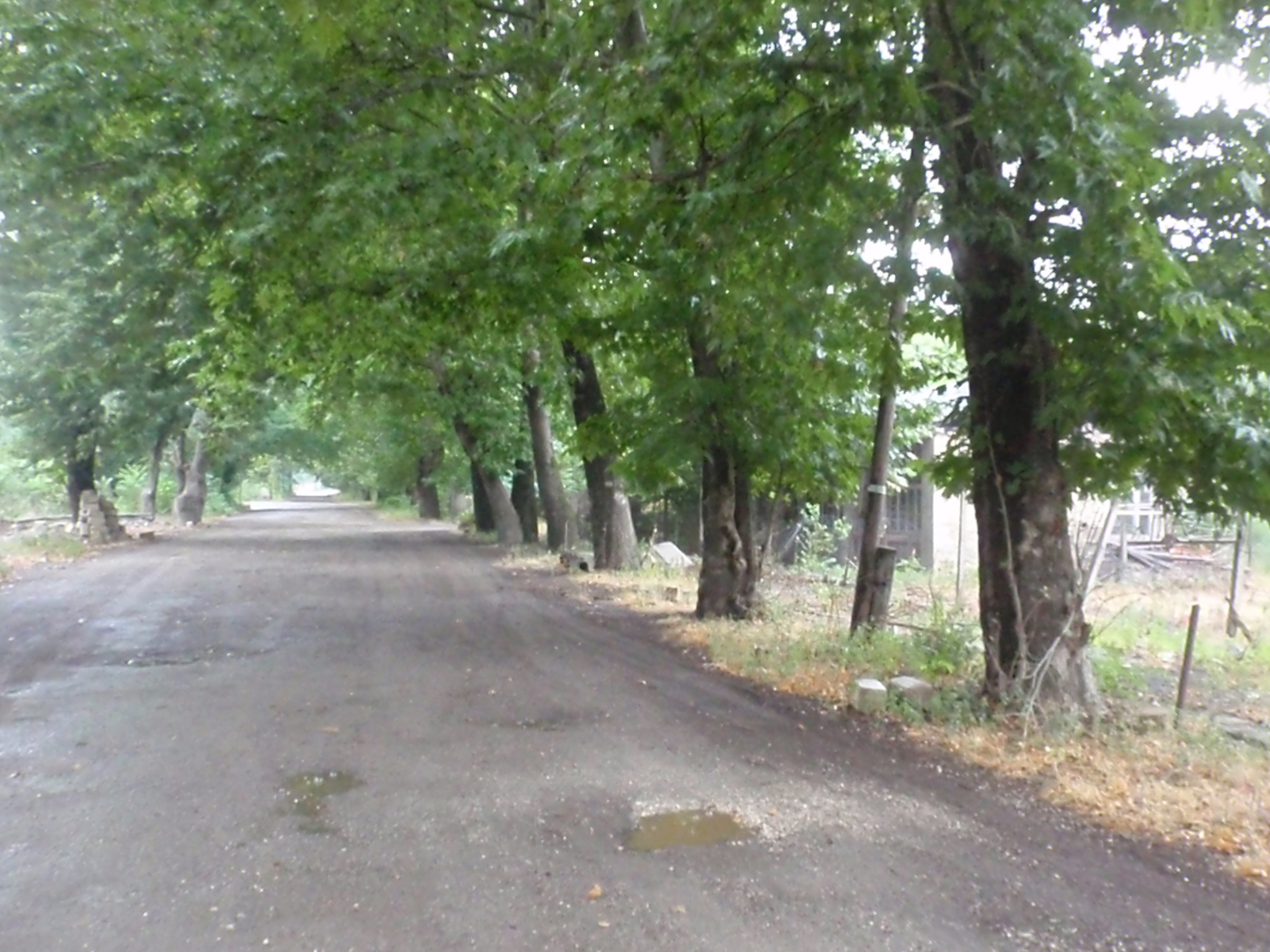
Одна з міських вулиць
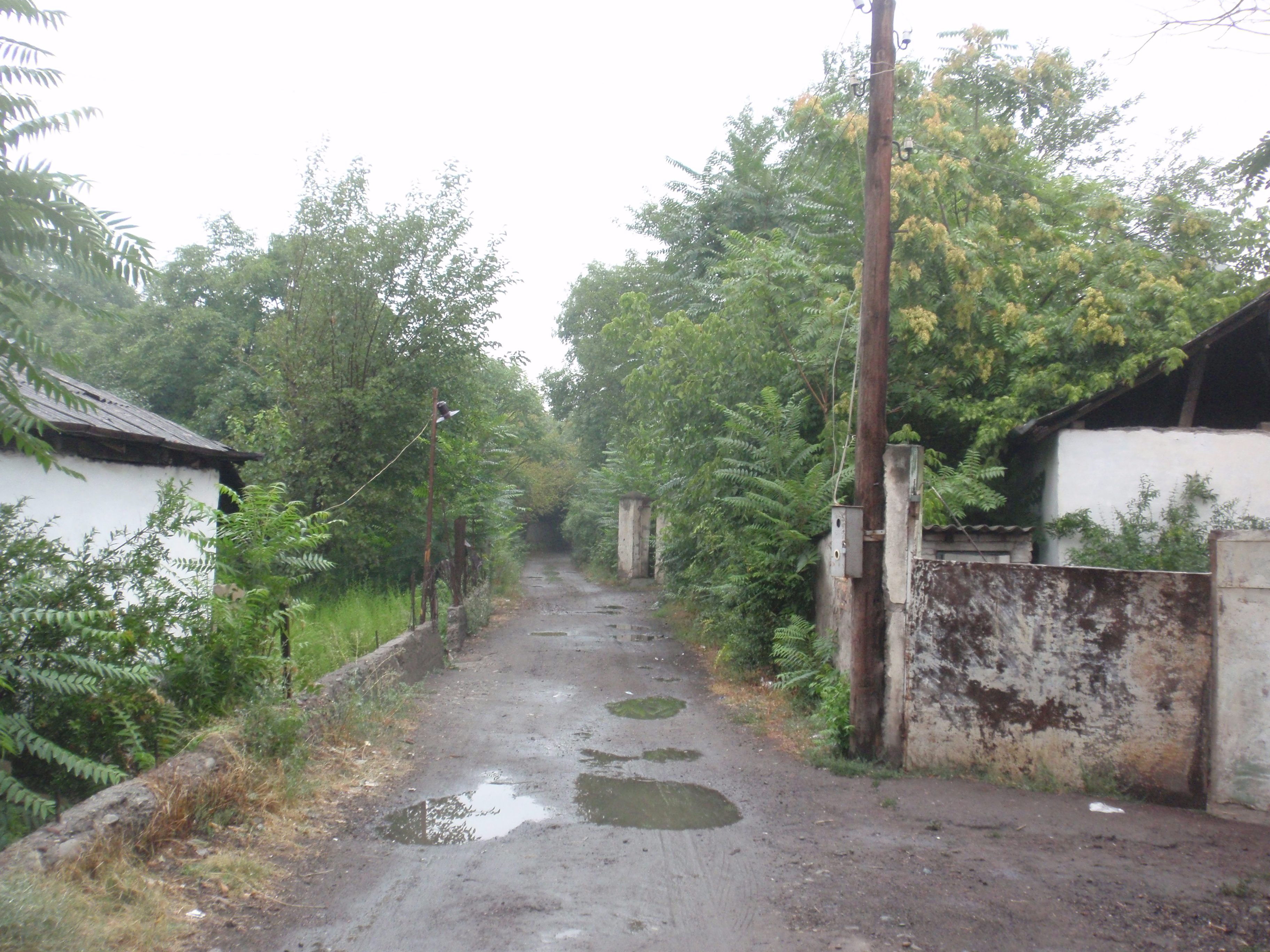
Другорядна вулиця